# 756
756 (DCCLVI) je bilo prestopno leto, ki se je po julijanskem koledarju začelo na četrtek.

## Dogodki
- langobardska država postane frankovska vazalna država.

## Smrti
- Ajstulf, vojvoda Furlanije in Spoleta in kralj Langobardov  (* ni znano)